# Kalverstraat
Kalverstraat è un'affollata via commerciale di Amsterdam.
La via si estende approssimativamente da nord a sud per circa 750 metri, da piazza Dam a Muntplein, ed è la via commerciale più cara dei Paesi Bassi, con affitti che arrivano fino a 3.000 euro al metro quadrato. Nel 2009 è stata dichiarata la diciassettesima strada più costosa al mondo a causa dei prezzi elevati degli affitti.